# HD 58766
HD 58766，又名CD-31 4506，SAO 197986、HR 2847，是一颗恒星，视星等为6.31，位于銀經244.96，銀緯-7.3，其B1900.0坐标为赤經7h 21m 52.6s，赤緯-31° -7.3′ 23″。